# Xã Crystal Plains, Quận Smith, Kansas
Xã Crystal Plains (tiếng Anh: Crystal Plains Township) là một xã thuộc quận Smith, tiểu bang Kansas, Hoa Kỳ. Năm 2010, dân số của xã này là 27 người.